# Delfini d'Alvernia
I delfini d'Alvernia erano dei nobili possidenti di terre in Alvernia. Il titolo, portato da Guglielmo VII d'Alvernia, era stato trasmesso in luogo di conte all'epoca della spartizione dell'Alvernia nel XII secolo in contea e delfinato (poi ratificata nel 1212 quando la stessa regione d'Alvernia fu divisa in quattro giurisdizioni ossia tra tra i Conti d'Alvernia, i Delfini d'Alvernia, i vescovi di Clermont e la "Terra Reale" d'Alvernia, poi concessa ai Duchi d'Alvernia). Il delfinato d'Alvernia aveva per capoluogo la città di Clermont-en-Auvergne, l'odierna Clermont-Ferrand.

## Delfini d'Alvernia

### Casato d'Alvernia
- 1155-1169: Guglielmo I, ovvero Guglielmo VII conte d'Alvernia,(v. 1130-1169)

Conti per cui delfino è semplicemente un patronimico:
- 1169-1234: Roberto I (v. 1150-1234), figlio di Guglielmo e Marchise d'Albon.
- 1234-1240: Guglielmo II (v. 1175-1240), figlio di Roberto I.
- 1240-1262: Roberto II, conte di Clermont-en-Auvergne (v. 1210-1262)

Persone portanti il titolo di delfino :
- 1273-1282: Roberto III, delfino e conte di Clermont (1235-1282), figlio di Roberto II.
- 1282-1324: Roberto IV, delfino e conte di Clermont (v. 1255-1324), figlio di Roberto III e Mathilde d'Auvergne (v. 1230-1280).
- 1324-1351: Giovanni I (v. 1280-1351), figlio di Roberto IV e Alix de Mercœur (v. 1245-1286).
- 1351-1356: Beraldo I (v. 1315-1356), figlio di Giovanni I e Anne de Valentinois.
- 1356-1399: Beraldo II (1333-1399), figlio di Beraldo I e Maria de la Vie de Villemur (v. 1315-1383).
- 1399-1426: Beraldo III (v. 1350-1426), figlio di Beraldo II e di Marguerite de Sancerre (morta nel 1419)
- 1426-1436: Giovanna (1412-1436), figlia di Beraldo III e Jeanne de La Tour (morta prima del 1416), che era figlia di Bertrando IV de La Tour e di Maria I d'Alvernia, contessa d'Alvernia.

### Casato di Borbone-Montpensier
- 1428-1486: Luigi di Borbone (v. 1403-1486), conte di Montpensier, sposo di Giovanna I.
- 1486-1496: Gilberto (v. 1448-1496).
- 1496-1501: Luigi II (v. 1483-1501).
- 1501-1525: Carlo (1490-1527), ovvero Carlo III, duca di Borbone, anche duca d'Alvernia
- 1525-1538: confiscato da Francesco I di Francia.

### Casato di Borbone-Vendôme-Montpensier
- 1538-1582: Luigi III, anche conte di Montpensier (1513-1582)
- 1582-1592: Francesco (1542-1592)
- 1592-1608: Enrico (1573-1608)
- 1608-1627: Maria (1605-1627), sposa di Gastone di Francia, duca d'Orléans.

### Casato di Borbone-Orléans
- 1627-1693: Anna (1627-1693), figlia di Gastone e Maria.

Morta Anna, il delfinato d'Alvernia tornò alla corona.